# Fiszewo (Skwierawy)
Fiszewo (kaszb. Fëszewò, niem. Fischau) – część wsi Skwierawy w Polsce, położona w województwie pomorskim, w powiecie bytowskim, w gminie Studzienice, na Pojezierzu Bytowskim, nad zachodnim brzegiem jeziora Fiszewo. 
W latach 1975–1998 Fiszewo administracyjnie należało do województwa słupskiego.